# Nedre Abborrtjärnen, Medelpad
Nedre Abborrtjärnen är en sjö i Ånge kommun i Medelpad och ingår i Ljungans huvudavrinningsområde. Sjöns area är 0,024 kvadratkilometer och den befinner sig 380 meter över havet.